# Dorado Schmitt
Dorado Schmitt (* 29. Mai 1957 in Saint-Avold) ist ein französischer Musiker (Sologitarre, auch Geige und Gesang) des Swing Manouche. Er hat dieses Genre mit Raphaël Faÿs und Biréli Lagrène erneuert.

## Leben und Wirken
Schmitt, Cousin von Tchavolo Schmitt, begann im Alter von sieben Jahren als Gitarrist. 1978 gründete er sein Dorado Trio mit dem Bassisten Gino Reinhardt und dem Rhythmusgitarristen Hono Winterstein. 1983 nahm er sein erstes Album auf, Hommage a la Romenes, das Dieter Massion produzierte. Die zweite LP Notre histoire stand 1986  in Deutschland einige Wochen an der Spitze der verkauften Jazzalben. Gemeinsam mit Philip Catherine und Oscar Peterson trat er auf zahlreichen europäischen Jazzfestivals auf. Er spielte dann bei Wedeli Köhler. Nach einem schweren Autounfall 1988 konnte er erst 1990 die Arbeit mit seinem Trio wieder aufnehmen. 2001 und in den Folgejahren feierte er Erfolge im New Yorker Birdland, in dem er u. a. mit seinem Sohn Samson Schmitt auftrat (DVD 2004 u. a. mit James Carter). Sein Spiel wird in Tony Gatlifs Film Latcho Drom dokumentiert. In den letzten Jahren hatte er ein Quartett mit seinem Sohn Amati (Geige und Gitarre), Francko Mehrstein an der Rhythmusgitarre und Xavier Nikq am Bass. Auf Vermittlung von Schauspieler Leonardo DiCaprio gab er 2018 mit seinen Söhnen Samson und Amati Schmitt und Sängerin Melody Gardot ein Konzert in der New Yorker Carnegie Hall.
Schmitts Stück Bossa Dorado entwickelte sich zum Jazzstandard. Im Jahr 2001 wurde er mit dem Django Award ausgezeichnet.

## Diskographische Hinweise
- Hommage a la romenes (Dima Media, 1983)
- Notre histoire (Blue Flame, 1986)
- Gipsy Réunion mit Patrick Saussois und Tchavolo Schmitt (Djazz, 1993)
- Parisienne (Djazz, 1995)
- Pierre Blanchard & Dorado Schmitt Rendez-vous (Le Chant du Monde 2004)
- Family (Disques Dreyfuss Jazz 2009, mit Marcel Loeffler, Amati Schmitt, Brady Winterstein, Bronson Schmitt, Dorado Schmitt, Hono Winterstein, Samson Schmitt, Gautier Laurent, Stéphane Huchard)
- Dorado Schmitt and the Django Reinhard NY Festival Allstars (2010)
- Dorado Schmitt Quintette feat. Kristian Jørgensen: Clair de Lune (Stunt Records 2018, mit Amati Schmitt, Esben Strandvig, Francko Mehrstein, Xavier Nikq)